# السنة الدولية لإيواء المشردين
اعترفت الأمم المتحدة بعام 1987 كسنة دولية لإيواء المشردين (IYSH). أُعلن عن العام لأول مرة، من حيث المبدأ، في قرار الأمم المتحدة 36/71  في عام 1981، ورسميًا في عام 1982 في القرار 37/221.  وكان يهدف بشكل أساسي إلى تحسين المأوى/السكن للفقراء بشكل عام (وليس فقط للمشردين)، وخاصة في البلدان النامية. وكان أيضًا متابعة لمؤتمر الموئل الأول في عام 1976.

## إجراءات
في العديد من البلدان، تم إنشاء إجراءات وطنية، مثل أستراليا التي أنشأت أمانة السنة دولية لإيواء المشردين، أو المملكة المتحدة حيث تم إنشاء صندوق لجمع التبرعات من جمعيات الإسكان لمشاريع المأوى في البلدان النامية، مع تمويل بعض المشاريع جزئيًا من قبل وزارة التنمية الدولية.

## الإرث
أُنشئت جوائز الموئل العالمية كمساهمة في السنة الدولية لإيواء المشردين. وأُنشئت جائزتين أخريين من قبل جمعية الإسكان اليابانية كجوائز لمشاريع الإسكان المستحقة، جائزة السنة الدولية لإيواء المشردين التذكارية في عام 1988 وجائزة السنة الدولية لإيواء المشردين التشجيعية في عام 2006. 